# Капсюль

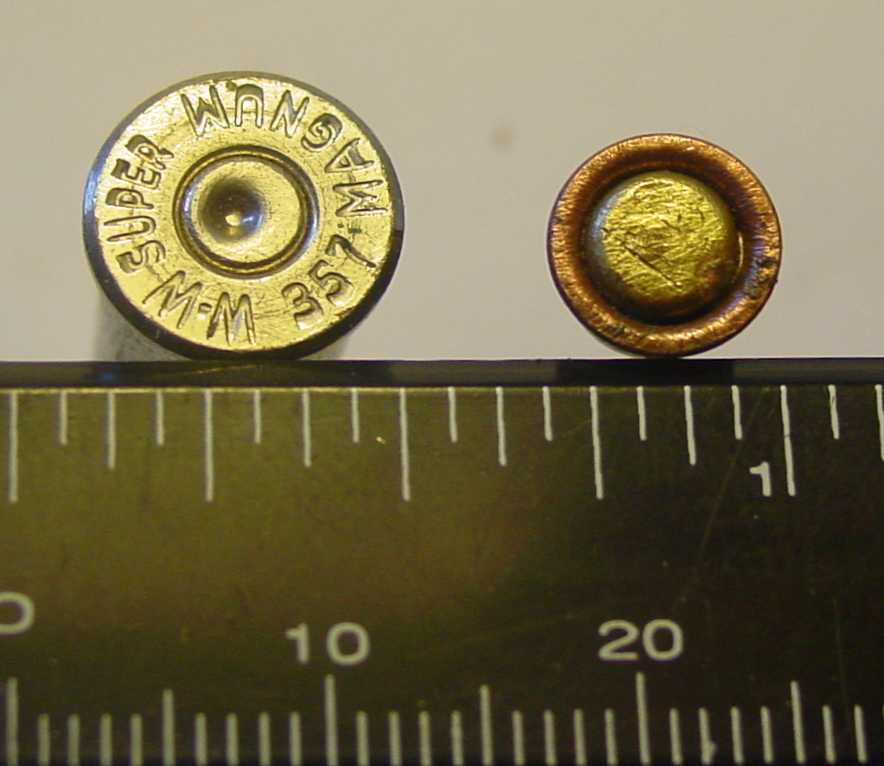
Капсюли: слева — в стреляной гильзе револьверного патрона, справа — для патрона к гладкоствольному оружию

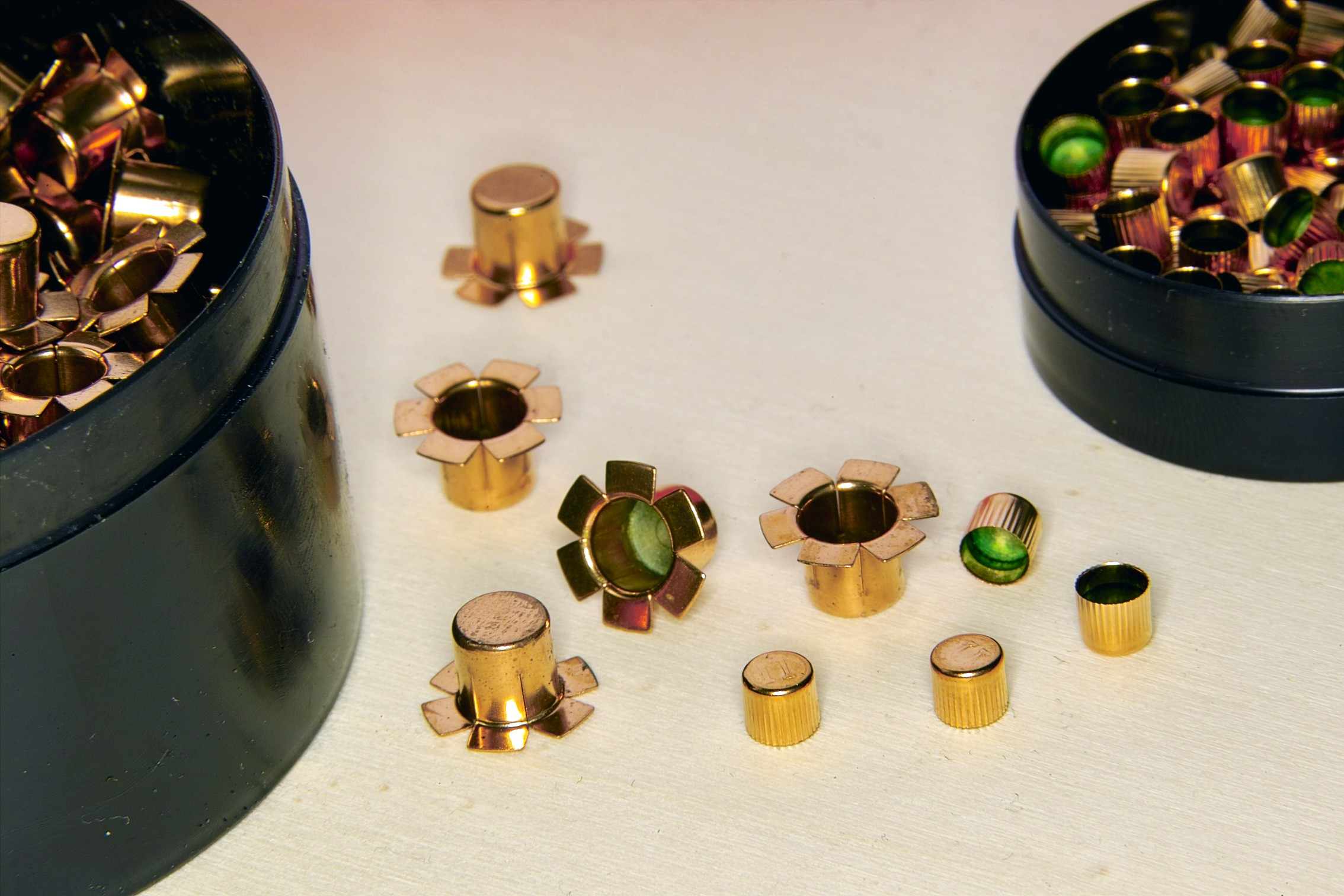
Капсюли к капсюльному оружию

Ударник накалывает капсюль бойком

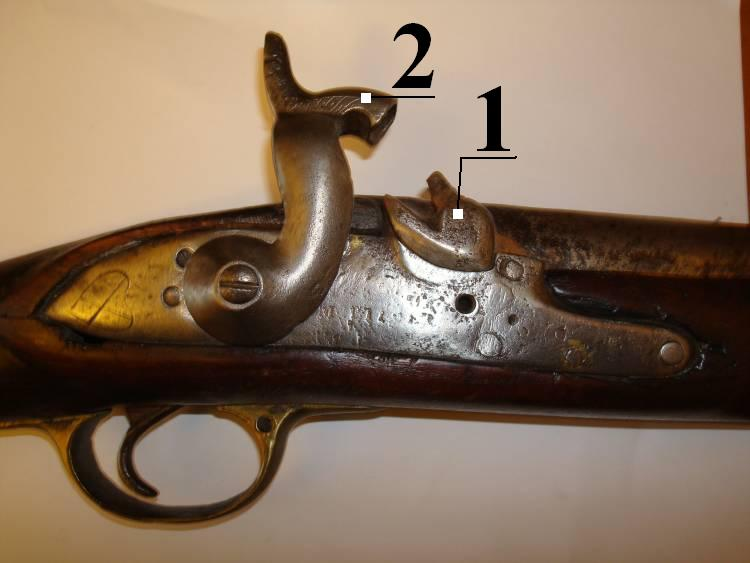
Капсюльный ружейный замок. 1 — брандтрубка, 2 — боёк.

Ка́псюль (капсюль-воспламенитель или пистон; фр. capsule «крышка, оболочка») — устройство для воспламенения порохового заряда в огнестрельном оружии и боевых припасах. 
Капсюль (прежде назывался также пистон, капсюля или капсуля, ударный колпачок) представляет собой колпачок (стакан) из мягкого металла (обычно меди, латуни) с небольшим зарядом чувствительного к удару взрывчатого вещества, например фульмината ртути или азида свинца. Когда курок или ударник накалывает капсюль бойком, этот заряд взрывается и создаёт струю (форс) пламени, поджигающую пороховой заряд.
Изобретение капсюля стало возможно после открытия французскими химиками в 1784 году Бойенном гремучей ртути и в 1788 году Бертолле — хлорноватокислого калия (бертолетова соль) и фульмината серебра (гремучее серебро). Капсюль в металлическом колпачке открытого типа был создан американцем Д. Шоу в 1814 году, в другом источнике указано что капсюль изобретён в 1818 году англичанином Иосифом Эггом.
Капсюль является составной частью унитарного патрона или артиллерийского выстрела, он закрепляется в специальном углублении в донце гильзы.
В оружии с капсюльным замком капсюль — отдельный компонент боезапаса, стрелок надевает его на брандтрубку, выступающую над затравочным отверстием ствола.
Кроме воспламенения порохового заряда капсюль также повышает давление в патроне до необходимого для начала устойчивого горения пороха.

## Ударные составы
Классическая гремучая ртуть не всегда способна надёжно поджечь порох (особенно бездымный) — реакция протекает слишком быстро и с малым газообразованием. Поэтому для создания инициирующей смеси вместо чистой гремучей ртути часто используют ударные составы — смеси гремучей ртути или других детонирующих веществ с веществами, обеспечивающими более высокую энергию сгорания, и способными гореть в закрытом объёме без притока окислителя извне.
Одним из распространённых ударных составов является смесь гремучей ртути (35 %), сульфида сурьмы (25 %) и бертолетовой соли (40 %). Гремучая ртуть обеспечивает воспламенение, сульфид сурьмы — высокую температуру горения и пламя, бертолетова соль снабжает реакцию кислородом, обильно выделяющимся при её разложении. Состав применяется в охотничьем капсюле «Жевело» (фр. Gevelot).

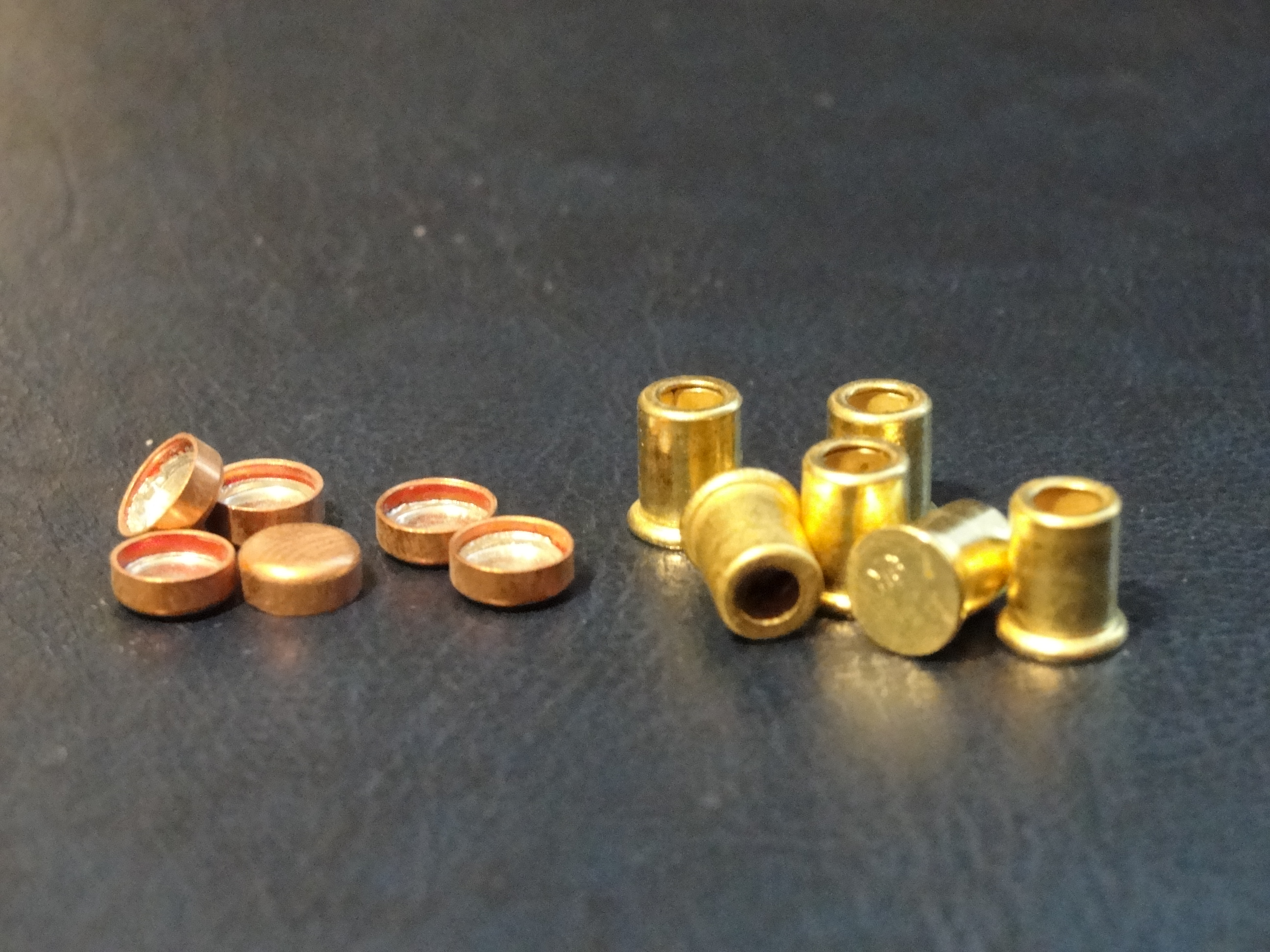
Капсюли для патронов к гладкоствольному охотничьему оружию типа «центробой» и «жевело» (справа)

Продукты реакции, возникающие в таком ударном составе, негативно влияют на канал ствола — оседают на металлических поверхностях и приводят к образованию нагара и коррозии. Особенно вредным продуктом сгорания является хлористый калий: за счёт своей гигроскопичности он притягивает воду из продуктов сгорания пороха и атмосферы, выделяя при этом свободные ионы хлора. Также нагретый хлористый калий сплавляется с металлом ствола, понижая его прочность. Такие образования выносятся следующим выстрелом, с образованием раковин в металле. Пары металлической ртути проникают в ствол, нарушая кристаллическую решётку металла и снижая прочность.
Для устранения влияния продуктов сгорания ударного состава применяются неоржавляющие ударные составы, например на основе тринитрорезорцината свинца (инициатор), нитрита бария (окислитель), сурьмы и алюминиевой пудры (горючее).
Также применяются азид свинца, тетразен, диоксид свинца, шеллак и т. д.

## Виды и типы капсюлей
Изначально капсюли были созданы как независимый воспламеняющий элемент для замены отдельно насыпаемого на полку кремнёвого замка чёрного пороха. Такие капсюли представляли собой просто колпачок из мягкого металла (обычно красной меди или мягкой латуни) с ударным составом внутри. Для удобства надевания на брандтрубку замка капсюль часто имел дополнительные центрирующие лепестки, хорошо заметные на приведённых фото. Впоследствии, с устареванием капсюльных замков (большинство из которых были просто переделками старых кремнёвых), капсюль из отдельного элемента превратился в составную часть унитарного патрона к стрелковому оружию и утратил центрирующие лепестки. С развитием технологий унитарных патронов, сложилось несколько основных типов капсюлей.

### Капсюли к гладкоствольному оружию
В гладкоствольном оружии, где исторически широко применяется самостоятельное снаряжение патронов охотником, и до сих пор используются латунные гильзы многократного применения, сложились две основные системы капсюлей-воспламенителей. Первая из них, непосредственно происходящая от капсюлей, предназначенных для надевания на брандтрубку, получила название «Центробой». Капсюль такой конструкции представляет собой просто колпачок из красной меди с каплей ударного состава в нём. Для защиты от внешних воздействий ударный состав закрывается крышечкой из алюминиевой фольги, посаженной на каплю лака, которая кроме того выступает в качестве герметика, при этом никакой наковаленки в конструкции капсюля не предусмотрено. Поскольку для устойчивого воспламенения ударной смеси необходим уверенный удар бойка или ударника о твёрдую опору, эта конструкция получила наибольшее распространение при снаряжении патронов с латунной гильзой, в которых наковаленка, между которой и бойком зажимается ударный состав, входит в конструкцию гильзы. Для снаряжения патрона капсюль с некоторым натягом устанавливается в чашечку в донце гильзы, на дне которой имеется жёсткий выступ-наковаленка, окружённый двумя или тремя огнепроводными отверстиями. Такая конструкция воспламенительной системы значительно упрощает производство капсюлей, но делает более сложным и дорогим производство патронов. Кроме того, поскольку огнепроводные отверстия в донце весьма малы, воспламенение современных трудногорящих бездымных порохов зачастую затруднено, что приводит к тому, что охотники часто добавляют небольшое количество дымного пороха на дно патрона для облегчения воспламенения. Нецентральное расположение огнепроводных отверстий также затрудняет извлечения капсюля из стреляного патрона — существующие машинки для этого часто используют гидравлический принцип, сложны и дороги, а кроме того не могут использоваться с патронами с пластиковой и картонной гильзой, не выдерживающими давления выбивания капсюля.
Всё это, а также дороговизна (и постоянно сокращающееся производство) латунных гильз к гладкоствольным патронам, привело к постепенному снижению популярности капсюлей системы «Центробой» и их вытеснению капсюлями системы «Жевело». В этой конструкции колпачок капсюля выполняется более глубоким, из более жёсткой латуни (что, как правило, не является проблемой для современных мощных УСМ) и с завальцовкой снаружи, напоминая скорее холостой патрон кольцевого воспламенения. Тем не менее, рант такого капсюля не содержит ударного состава и применяется просто для точного позиционирования колпачка в чашечке гильзы — в отличие от капсюлей «Центробой», устанавливающихся немного углублённо, капсюли «Жевело» устанавливаются в гильзы заподлицо, и требуют упорной поверхности, которой в данном случае выступает рант. Основным же отличием капсюлей данной конструкции является то, что наковаленка, об которую разбивается ударный состав, не является частью гильзы, а входит отдельной деталью в конструкцию собственно капсюля, упираясь в наружную завальцовку. Это позволяет сильно упростить конструкцию гильзы и ограничиться единственным центрально расположенным огнепроводным отверстием увеличенного диаметра, что приводит к куда более уверенному воспламенению пороха и значительно более простому извлечению капсюля из стреляной гильзы — вместо сложной гидравлической машинки стреляный капсюль элементарно выбивается простым прочным стержнем через огнепроводное отверстие.

### Капсюли к нарезному оружию

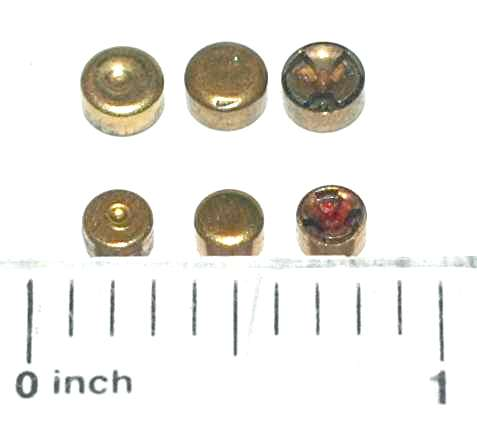
Капсюли Боксера разных размеров для пистолетных патронов: стреляные (слева) не стреляные (в центре) и изнутри (справа)

Подобно гладкоствольным патронам, в нарезном оружии сложилась очень похожая система с двумя основными типами капсюлей-воспламенителей. Одним из них является капсюль системы Бердана, разработанный известным американским оружейником Хайремом Берданом, и во многом аналогичный системе «Центробой». Он также использует наковаленку, являющуюся частью гильзы, а не капсюля, однако в отличие от «Центробоя» герметизация капсюля как правило осуществляется уже на собранном патроне — поскольку Бердан создавал свою конструкцию в первую очередь для военного оружия, где самостоятельное снаряжение патронов значительно менее распространено, капсюли системы Бердана очень редко покидают пределы патронных заводов, и не нуждаются в усиленной защите. Поскольку полковник Бердан много работал в области снабжения Царской России нарезным оружием после Крымской Войны, исторически в отечественном производстве боеприпасов в основном применяются именно капсюли Бердана. Основным их конкурентом являются разработанные в 1866-м году полковником Эдвардом Боксером из Королевского Арсенала в Вулвиче капсюли системы Боксера, аналогичные по конструкции вышеописанным капсюлям «Жевело», за исключением отсутствия позиционирующего ранта — капсюли как Бердана, так и Боксера неотличимы по форме и не различаются на собранном патроне. Боксеровские капсюли, благодаря их лёгкому извлечению из стреляной гильзы, более популярны в США, где существует развитая культура самостоятельного снаряжения патронов к нарезному оружию.
Также, капсюли к патронам для нарезного оружия подразделяются на четыре класса: малый пистолетный, большой пистолетный, малый винтовочный и большой винтовочный. 

## Проблемы, вызываемые неподходящим капсюлем
Некачественный или неподходящий капсюль может привести к осечке при выстреле.
Недостаточно мощный капсюль может привести к затяжному выстрелу. Порох сгорает медленно и нестабильно, давление в патроне недостаточно для правильного горения, выстрел происходит с существенной задержкой (до десятков секунд). Для стреляющего затяжной выстрел выглядит как осечка, стрелок изменяет направление ствола и пытается перезарядить оружие, что крайне опасно и является одной из основных причин несчастных случаев при обращении с оружием.
Слишком мощный капсюль может привести к детонации пороха и разрыву ствола оружия.